# Les Blagues de Toto (série télévisée d'animation)
 (août 2022).
Si vous disposez d'ouvrages ou d'articles de référence ou si vous connaissez des sites web de qualité traitant du thème abordé ici, merci de compléter l'article en donnant les références utiles à sa vérifiabilité et en les liant à la section « Notes et références ».
Pour les articles homonymes, voir Les Blagues de Toto (homonymie).
Les Blagues de Toto (2020)
Les Blagues de Toto est une série télévisée d'animation française en 52 épisodes de 11 minutes, créée d'après la série de bande dessinée du même nom de Thierry Coppée, et diffusée à partir du 5 septembre 2010 sur M6 dans l'émission M6 Kid et rediffusée sur 6ter dans l'émission Trop Toon.

## Synopsis
Toto est un petit garçon âgé de huit ans. Il n’est pas sage du tout et passe son temps à faire des bêtises, à l’école comme à la maison. Par exemple, il n’arrête pas d’embêter sa maîtresse Mademoiselle Jolibois, et il est toujours installé au fond de la classe! En fait, il prend l’école pour un terrain de jeux et aime y retrouver ses copains pour rigoler.
Les parents de Toto, Jérôme et Sylvie, sont divorcés ; Toto a donc deux maisons. Ainsi, il peut faire deux fois plus d’âneries. Heureusement, Toto aime juste s’amuser. Il n’est pas méchant, jamais violent.
Le dessin animé est dérivé de la bande dessinée de Thierry Coppée qui porte le même nom. Il ne prend pas le même scénario que la BD, mais garde le charme de ses personnages.

## Personnages
- Toto : le héros de la série, très mauvais élève mais bien-aimé par ses camarades de classe. Il a les cheveux blond vénitien, il porte un t-shirt blanc, un jeans bleu, des chaussettes blanches et des chaussures bleu clair.
- Olive Gilbarti : la copine de Toto. Elle a les cheveux noirs, elle porte une chemise rose, une jupe rouge, et des rangers bleu clair.
- Yassine Makhafi : le meilleur ami de Toto, apparemment mauvais élève. C'est un gentil garçon.
- Igor Jacostein : le premier de la classe, le fils de Madame Pêchoton, qu'il appelle "Maman".
- Mlle Jolibois : la maîtresse de l'école de Toto. Elle a des rouflaquettes, elle porte une chemise violet clair, une jupe bleu clair, des chaussettes blanches et des chaussures roses.
- Mme Pêchoton Jacostein : la directrice de l'école de Toto.
- Mme Blanquette : blanchisseuse de l'école de Toto
- L'infirmière : l'infirmière de l'école. Elle apparaît uniquement dans les épisodes La Visite médicale et Le Fantôme des toilettes dans lequel Mme Pêchoton a des boutons sur le visage et où elle veut lui faire une piqûre et la poursuit puisqu'elle ne veut pas.)
- Mlle Gossein : le professeur de sport.
- Bruno : le concierge de l'école.
- Carole : la meilleure amie de Olive.
- Jonas : l'ami de Toto souvent très vantard.
- Arnold : le jeune garçon gourmand.
- M. Willy : le voisin
- Le grand-père paternel de Toto : grand-père paternel de Toto est le père de Jérôme.
- La grand-mère paternelle de Toto : grand-mère paternelle de Toto est la mère de Jérôme.
- Le grand-père maternel de Toto : grand-père maternel de Toto est le père de Sylvie.
- La grand-mère maternelle de Toto : grand-mère maternelle de Toto est la mère de Sylvie.
- Claire : la belle-mère de Toto.
- Fabrice : le beau-père de Toto
- Jérôme : le père de Toto
- Sylvie : la mère de Toto
- Nini : la petite sœur de Toto

## Épisodes
1. Histoires de foot
2. La Photo à Toto
3. La Visite médicale
4. Le Planeur d'Igor ne répond plus
5. Toto tous risques
6. Toto 20/20
7. Pauvre ballon
8. Toto mobile
9. La Fête à Toto
10. Demain est un autre jour
11. Toto l'artiste
12. La Nuit d'horreur
13. Une espionne à l'école
14. Toto plâtré
15. Lonesome Toto
16. Rendez nous Bruno !
17. Mon père ce héros
18. L'Escapade secrète
19. La Tête à Toto
20. Le Distributeur
21. Poulet pédagogique
22. Le Prix de la solidarité
23. Une dent contre Toto
24. La Chaîne alimentaire
25. Quand je serai grand
26. Une dame dans le salon
27. Papa de Carnaval
28. Les Apprentis sorciers
29. Le Fantôme des toilettes
30. C'est la révolution !
31. La Super Rédaction !
32. La Déco selon Toto
33. Correspondant, poil aux dents
34. Nom de code : F.A.B.R.I.C.E
35. La Plus Grande Trouille
36. Le Grand Jour de fou
37. Ma série à tout prix
38. Joyeux Yassineversaire !
39. Week-end au vert
40. Toto se jette à l'eau
41. Trolls de Toto
42. Sortie fatale
43. Comment je m'appelle
44. Toto et le baby-sitting
45. L'Inspecteur d'académie
46. La Traversée du dessert
47. Il faut sauver Gigapuce
48. C'est mathématique
49. Faux et usages de faux
50. Un cadeau empoisonnant
51. Chevalier Toto
52. L’Election du déglingué de classe

## Voix françaises
- Nathalie Homs : Toto, Olive, Carole, Junior, Thierry, Mlle Jolibois
- Jean-Pascal Quilichini : Jérôme, le concierge de l'immeuble de Yassine, les deux grands-pères de Toto
- Laurence Bréheret : Sylvie, l'infirmière
- Marie Nonnenmacher : Mme Blanquette
- Céline Ronté : Yassine, Jonas, Justine, Mlle Gossein, Claire, Kenza, Mme Pêchoton
- Bruno Magne : Fabrice, M. Willy, Bruno, le cousin de Yassine
- Vincent de Boüard : Igor, Arnold